# 夕刊Genadey
『夕刊Genadey』（ゆうかんゲナデー）は中国放送（RCCラジオ）で2021年10月26日から2024年3月28日まで放送されたラジオのニュース情報番組。なお、この項目では、ナイターイン期に放送される『夕刊Genadayおそばん』についても取り上げる。

## 概要
RCCラジオでは、これまで火曜から金曜夕方のナイターオフ編成で、『ココだけスポーツ&ニュース』→『それ聴け!スポ魂!』といったスポーツ番組を放送してきたが、2021年10月改編では、装いを一新して、新たにニュース情報番組を編成するもの。
この番組では、放送時間までに飛び込んて来た「ネットで話題の情報、音楽情報、芸能ニュース、スポーツニュース」に加え、「面白い小ネタ、役立つライフハック」などを取り上げて、「だれかに面白い話題を伝えたくなる」夕方のニュース情報番組を目指す。
なお、タイトルにある「げな」というのは、広島の方言（お国言葉）であって、会話の語尾に「人から伝え聞いた」のを「げな」という風習があったという。つまり、この番組がリスナーにとって「ラジオを通じて興味を引いた話題」について「げな」を用いて広がることを意図している。

## 放送時間
- 火曜-金曜 17:46-18:45

## パーソナリティ

### 2021年度
- 火曜：伊東平(RCCアナウンサー)
- 水曜：小宅世人(RCCアナウンサー)・唐澤恋花(RCCアナウンサー)
- 木曜：石田充(RCCアナウンサー)・森﨑浩司(サンフレッチェ広島アンバサダー)
- 金曜：石橋真(RCCアナウンサー)

### 2022年度
（出典：）
- 火曜：伊東平(RCCアナウンサー)
- 水曜：唐澤恋花(RCCアナウンサー)
- 木曜：石田充(RCCアナウンサー)
- 金曜：小宅世人(RCCアナウンサー)

### 2023年度
（出典：）
- 火曜：伊東平(RCCアナウンサー)
- 水曜：小宅世人(RCCアナウンサー)
- 木曜：石田充(RCCアナウンサー)
- 金曜：唐澤恋花(RCCアナウンサー)

## 夕刊Genadayおそばん
『夕刊Genadayおそばん』（ゆうかんゲナデーおそばん）は、中国放送（RCCラジオ）で2022年3月30日から2024年9月27日まで放送されているのラジオのニュース情報番組。ナイター中継のクッション番組でもある。
この番組では、『RCCカープナイター』のクッション番組として、その日の広島カープの試合のハイライトに加え、「明日につながる情報」として、最新のニュースとエンタメ、それに、そのほかのスポーツ情報も伝える。

### 放送時間
- 水曜-金曜 21:00（ナイター中継終了後）-21:50

### 放送終了時のパーソナリティ
いずれもRCCアナウンサー（不定期で担当。担当日は、ナイター中継直前に放送の「カープナイター直前ライブ!カーチカチ!」も担当。）
- 石橋真
- 一柳信行
- 伊東平
- 小宅世人
- 唐澤恋花

### 過去のパーソナリティ
- 寺内優（2023年度まで）